# COG7
La subunidad 7 del complejo de Golgi oligomérico conservado es una proteína que en humanos está codificada por el gen COG7 . La proteína codificada por este gen reside en el golgi y constituye una de las 8 subunidades del complejo de Golgi oligomérico conservado (COG), que se requiere para la morfología y localización normales del golgi. Las mutaciones en este gen están asociadas con el trastorno congénito de glicosilación tipo IIe.
Los complejos multiproteicos son determinantes clave de la estructura del aparato de Golgi debido a su capacidad de transporte intracelular y modificación de glicoproteínas. Se han identificado varios complejos, incluido el complejo de transporte de Golgi (GTC), el complejo LDLC, que participa en las reacciones de glicosilación, y el complejo SEC34, que participa en el transporte vesicular. Estos 3 complejos son idénticos y se han denominado complejo de Golgi oligomérico conservado (COG), que incluye COG7.

## Interacciones
Se ha demostrado que COG7 interactúa con COG4 y COG5. 